# NGC 2463
NGC 2463 is een elliptisch sterrenstelsel in het sterrenbeeld Lynx. Het hemelobject werd op 10 februari 1831 ontdekt door de Britse astronoom John Herschel.

## Synoniemen
- MCG 10-12-31
- ZWG 287.13
- ARAK 145
- PGC 22291